# Der Ammenkönig
Der Ammenkönig (Untertitel: Das Tal des Lebens, Verweistitel: Das Tal der Liebe) ist eine deutsche Filmkomödie von 1935 unter der Regie von Hans Steinhoff. Die Hauptrollen sind besetzt mit Käthe Gold und Richard Romanowsky. Tragende Rollen spielen Erika von Thellmann, Marieluise Claudius, Fita Benkhoff und Gustav Knuth.
Das Drehbuch beruht auf Max Dreyers historischem Schwank Das Tal des Lebens, erschienen 1902.

## Handlung
Neubronn ist ein stiller Ort im Tal des Lebens. Etwas Besonders zeichnet Neubronn aus: Die Ammen für das gesamte Land kommen von dort. Nachdem der Markgraf eine Ehesteuer eingeführt hat, die die Bürger – neben sowieso schon vielen anderen Steuern – zusätzlich belastet, beschließen die Einwohner von Neubronn, eben nicht mehr zu heiraten, sondern unverheiratet, aber wie Eheleute, zusammenzuleben. Jedes Jahr wählen die ansässigen Ammen einen der Männer, der ihr Vertrauen genießt, zum Ammenkönig. In diesem Jahr macht der Schmied Hans Stork das Rennen, worüber seine Frau Lisbeth gar nicht glücklich ist. Als die Markgräfin erfährt, dass man in Neubronn in wilder Ehe zusammenlebt, erregt das ihr Interesse. Dieses Interesse zieht aber nach sich, dass auch die Schwester des Markgrafen, deren Günstling der Keuschheitskommissar ist, Kenntnis von den Zuständen in Neubronn erlangt, was eine Verhaftung des Ammenkönigs nach sich zieht. Die Ammen nehmen diese Verhaftung jedoch nicht einfach so hin und proben den Aufstand. Der Markgraf sieht keine andere Möglichkeit, als zu versprechen, dass Hans Stork in absehbarer Zeit wieder freigelassen werde.
Hans hat inzwischen die Aufmerksamkeit der Markgräfin erregt, der der kräftige Mann gut gefällt, der in der markgräflichen Residenz als Gardist Dienst tut. Sie wählt ihn als ihren Partner in einem Theaterstück aus. Der Markgraf, der sich dringend einen Erben wünscht, ohne dass es bisher geklappt hat, steigt derweil nackt in die Wunderquelle, die sich in Neubronn befindet, und der nachgesagt wird, dass sie die Manneskraft stärkt. Hans’ Frau Lisbeth hat das beobachtet und verlangt von dem Duodezfürsten gegen Rückgabe seiner Kleidung, die sie an sich gebracht hat, die sofortige Begnadigung ihres Mannes und erreicht ihr Ziel auch.
Nachdem etliche Monate ins Land gezogen sind, wird dem Landesvater ein Stammhalter geboren, dessen Geburt er seinen Untertanen mit stolzgeschwellter Brust verkündet, nicht wissend, dass ihm der Ammenkönig Hörner aufgesetzt hat.

## Produktionsnotizen und Hintergrund
Die Dreharbeiten im Atelier fanden im August 1935 statt, die Außenaufnahmen in Schwetzingen und Saalfeld wurden im Oktober 1935 angefertigt. Produktionsfirma war die Centropia-Film GmbH (Berlin). Die Gesamtausstattung lag bei Franz Schroedter, für die Kostüme zeichneten Paul Scheurich, Manon Hahn und Werner Boehm verantwortlich. Die Liedertexte stammen von Richard Billinger. Im Film erklingt das Lied Du bist mein und ich bin Dein….
Der Film hat eine Länge von 2.818 m, was 103 Minuten entspricht. Am 5. Dezember 1935 wurde Der Ammenkönig unter der Bezeichnung B.40848 einer Prüfung unterzogen und mit einem „Jugendverbot“ belegt. Am 5. Dezember 1935 wurde der Film in Berlin uraufgeführt. Dem Ammenkönig wurde überdies eine besondere „Ehre“ zuteil: Er fand Aufnahme in das private Filmarchiv Adolf Hitlers im Berghof.
Gustav Knuth spielte in diesem Film seine erste Rolle auf der Leinwand. In einer Rezension des Zeughauskinos hieß es, dass sich Hans Steinhoff, „um seine durch den Erfolg von Der alte und der junge König erlangte Position als Starregisseur zu festigen“, im Frühjahr 1935 gezwungen sah, „ein dem Jannings-Film möglichst gleichwertiges Projekt nachzuschieben“. Seine Vorschläge, Filmbiografien über Schiller, Friedemann Bach oder Andreas Hofer zu drehen wurden abschlägig beschieden, woraufhin er auf Dreyers deftige Komödie Das Tal des Lebens über den Ammenkönig zurückgriff. Mit seinen stark sexuellen Tendenzen war das Stück zeitweise von der Zensur verboten, wurde dann 1902 aber ein „Skandal-Erfolg“, dadurch, dass daran Anstoß genommen wurde, wodurch es viel Aufsehen erregte. Es wurde lanciert, dass die Idee einer Verfilmung von Joseph Goebbels beeinflusst worden sei, der sich in einem Artikel mit der Überschrift Moral oder Moralin gegen fanatische Moralisten gewandt haben soll, „die die ‚nationale Revolution‘ der NSDAP für die Durchsetzung ihrer privaten Moralvorstellungen nutzen würden“. Dem Ammenkönig flossen Mittel aus der Partei zu.

## Kritik
Das Lexikon des internationalen Films sprach von einem „derbe[n] Vorkriegslustspiel“ und ergänzte: „Thema und Stil lassen deutlich die bevölkerungspolitischen Tendenzen des NS-Staates erkennen.“ Karlheinz Wendtland war da jedoch gegenteiliger Meinung und schrieb: „Es ist ein Vergnügen am kräftigen Spaß ohne Zimperlichkeiten. Wie leicht hätte das schiefgehen können. Ging’s aber nicht!“